# Zapata Ranch, Texas
Zapata Ranch là một nơi ấn định cho điều tra dân số (CDP) thuộc quận Willacy, tiểu bang Texas, Hoa Kỳ. Năm 2010, dân số của nơi này là 108 người.

## Dân số
- Dân số năm 2000: 88 người.
- Dân số năm 2010: 108 người.